# ورخنیایا کیتسا
ورخنیایا کیتسا (به لاتین: Verkhnyaya Kitsa) یک منطقهٔ مسکونی در روسیه است که در استان آرخانگلسک واقع شده‌است.